# Эф (буква этрусского алфавита)
𐌚 (эф) — буква ряда древнеиталийских алфавитов, имеющая неясное происхождение и обозначавшая звук [f].

## Название
Несмотря на то, что названия этрусских букв не зафиксированы в источниках, согласно реконструкции на основе анализа Джеффри Сэмпсона этруски использовали названия, подобные латинским (сочетание согласного с e для взрывных и сочетание e с согласным для плавных и фрикативных согласных), и именно от них и происходят названия латинских букв. Об этом свидетельствует латинское слово лат. elementum, первоначально обозначавшее «букву алфавита». Таким образом, 𐌚 должна называться ef, «эф». Предположение о происхождении латинских названий букв от этрусских высказывалось ещё Магнусом Хаммарстрёмом в начале XX века.

## Использование
Использовалась в этрусском, оскском, умбрском и южнопиценском алфавитах для обозначения звука [f], заменив в этом значении более ранний диграф 𐌅𐌇. Буква не имеет аналога в греческом письме, её происхождение доподлинно неизвестно. Она может являться модификацией буквы 𐌁, обозначавшей схожий звук [b], или 𐌇, являвшейся компонентом диграфа 𐌅𐌇. Подобным образом в латинском алфавите для обозначения того же звука стала использоваться другая часть этого диграфа, 𐌅.
В наиболее раннем известном образце этрусского письма, табличке из Марсильяны, эта буква отсутствует. Она появилась в этрусском алфавите в 600—550 гг. до н. э. Её первое известное использование в этрусском письме — надпись из Цере Cr 2.51, датируемая 575—550 гг. до н. э.; первый абецедарий, в котором присутствует эта буква, найден в Мальяно и относится к середине VI века до н. э. Хотя традиционно буква считалась изобретением этрусков, сабельская надпись из Поджо-Соммавиллы Um 2, на век предваряющая первое появление буквы в этрусском письме, может указывать на то, что первоначально она была изобретена именно носителями оскско-умбрских языков.
В южнопиценском обозначала [f], встречавшиеся в начале и конце слова, но чаще всего внутри слова (между гласными, перед или после плавного согласного, или перед глухим взрывным); предположительно, после плавного согласного могла обозначать звонкий аллофон /f/.
Транслитерируется как f.

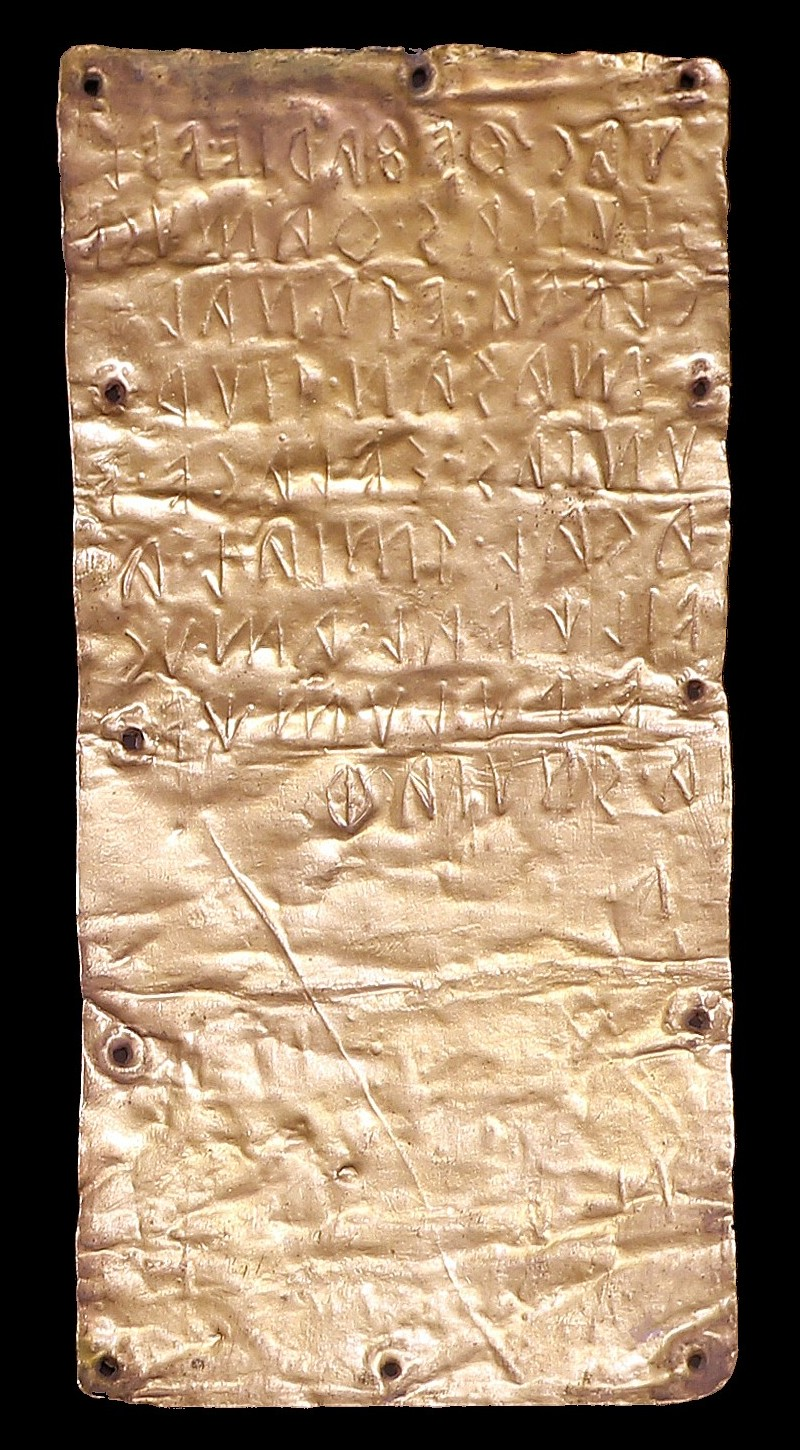
Вторая скрижаль из Пирги с надписью на этрусском, первая строчка читается: ‮𐌍𐌀𐌂⸱𐌈𐌄𐌚𐌀𐌓𐌉𐌄⸱𐌅𐌄𐌋‬ nac θefarie vel-
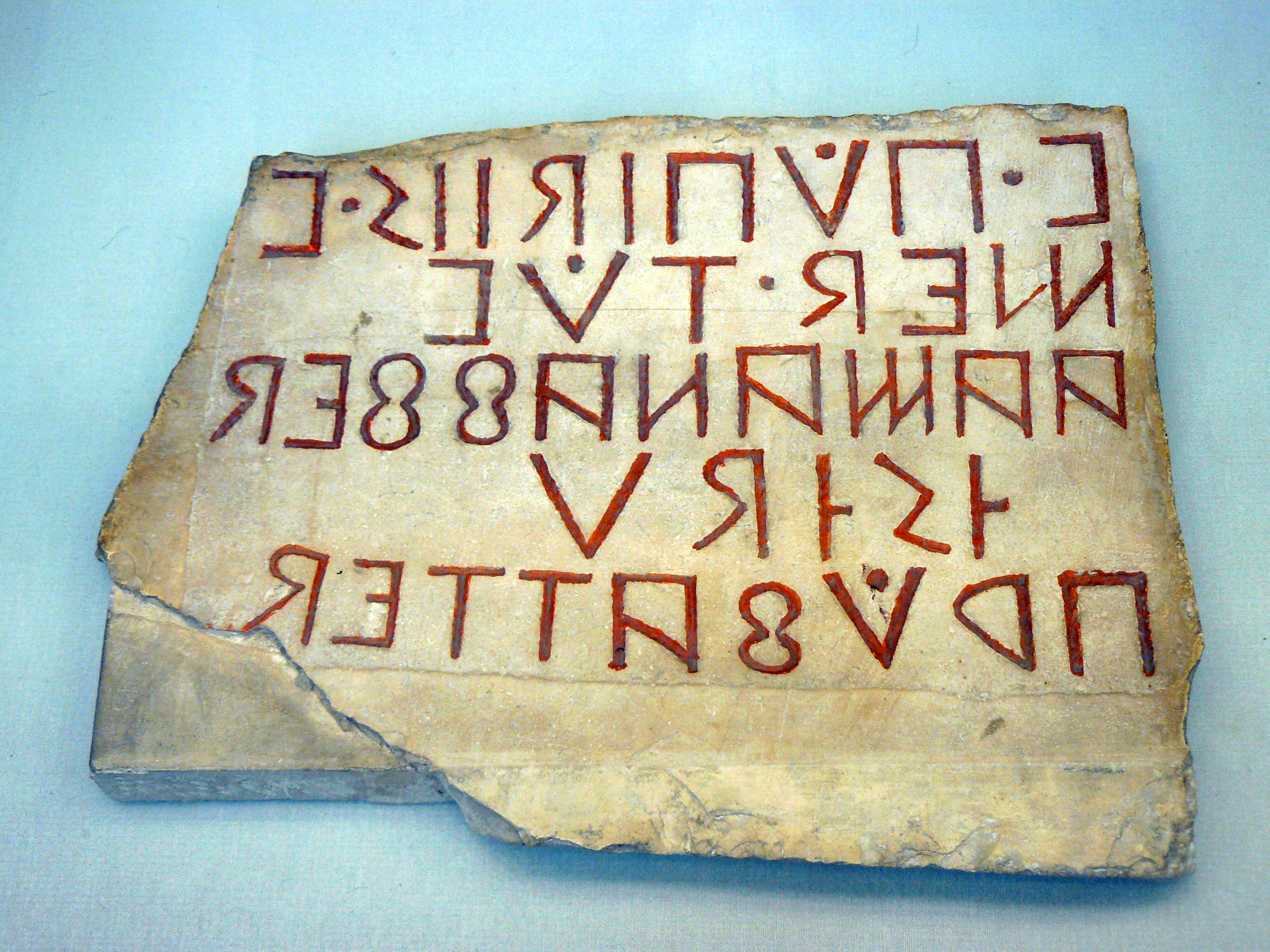
Оскская стела, 𐌚 встречается два раза в третьей (‮𐌀𐌀𐌌𐌀𐌍𐌀𐌚𐌚𐌄𐌃‬, aamanaffed) и один раз в пятой строке (‮𐌐𐌓𐌞𐌚𐌀𐌕𐌕𐌄𐌃‬, prúfatted)
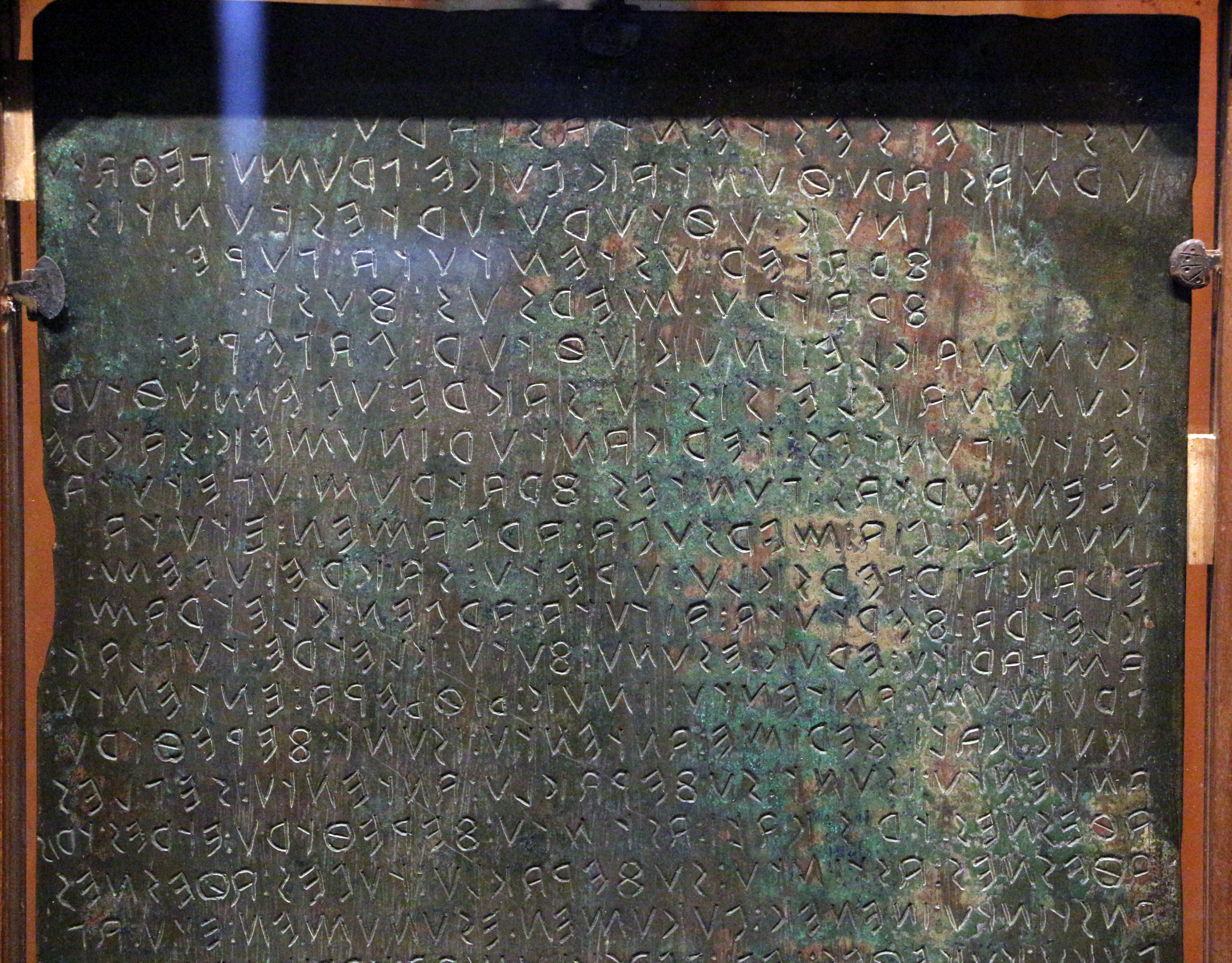
Третья Игувинская таблица, надпись на умбрском; четвёртая и пятая строки начинаются с 𐌚 (‮𐌚𐌓𐌀𐌕𐌄𐌓‬ frater, ‮𐌚𐌓𐌀𐌕𐌓𐌖‬ fratru)
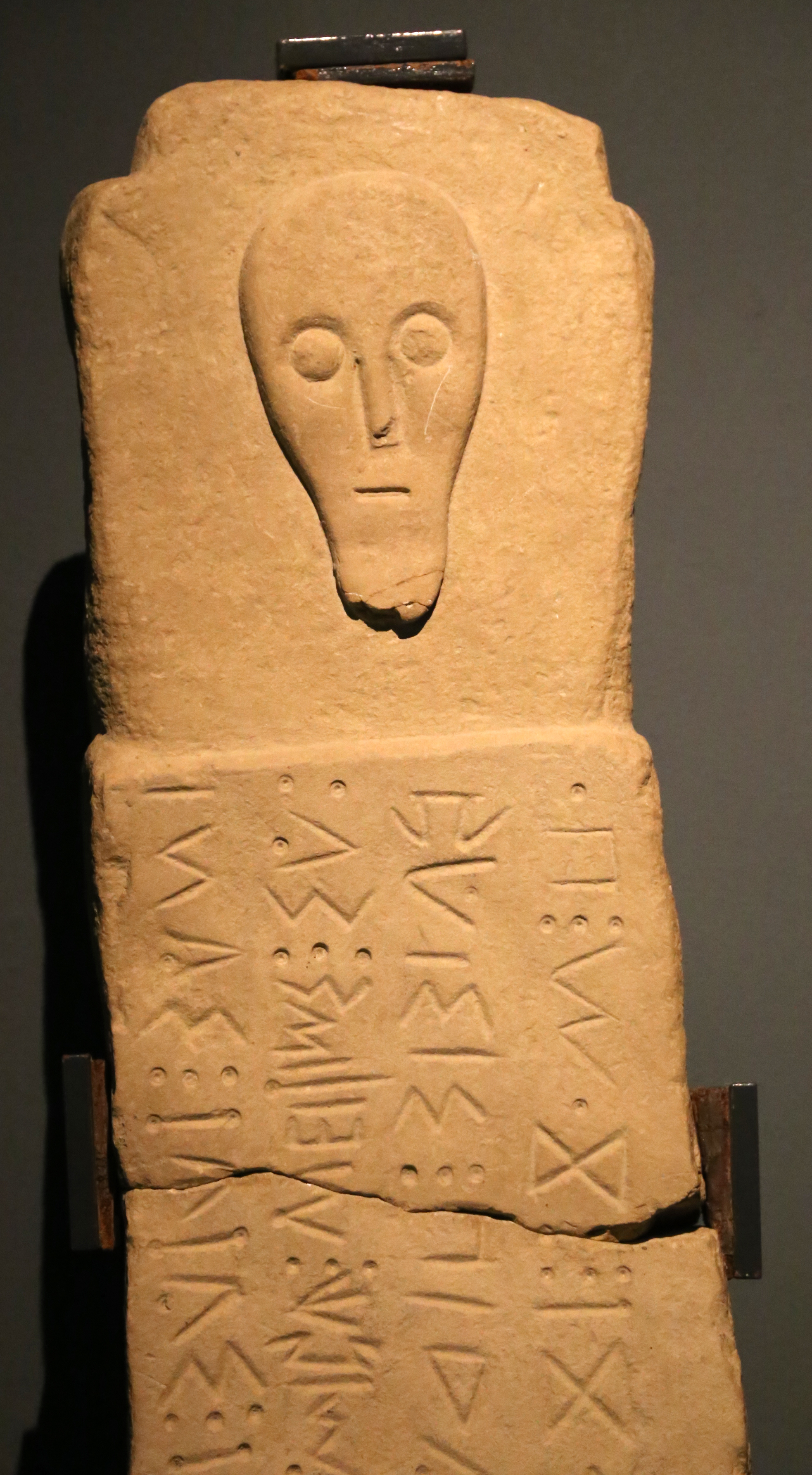
Южнопиценская стела с использованием · o и : f, а также ⁝ в качестве словоразделителя

## Форма

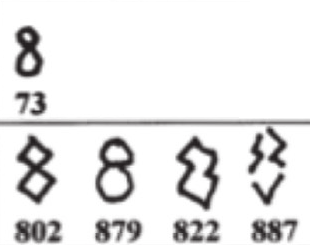
Формы буквы 𐌚, встречающиеся на южноэтрусских циппусах: тарквинийских (верхняя строчка) и вольсинийских (нижняя строчка)

В наиболее раннем из известных абецедариев, содержащих 𐌚, коим является северноэтрусская надпись из гробницы в Мальяно, буква 8 имеет бо́льшую высоту, чем остальной алфавит, и вырезана довольно неаккуратно. В древнейшем южноэтрусском абецедарии, содержащем 𐌚 (миска из Розелле), эта буква имеет почти такую же форму.
В тарквинийских циппусах встречается лишь округлая, 8-образная форма. В вольсинийских циппусах буква чаще всего имеет угловатую форму в виде двух ромбов, помещённых друг на друга, обычная круглая форма встречается лишь один раз, в то время как у угловатой также есть достаточно распространённая разомкнутая посередине форма; один раз встречается трёхсоставная форма в виде двух S-образных зигзагов, прислонённых друг к другу, под которыми подписана V-образная галочка. Угловатые формы буквы 𐌚 в Вольсиниях составляют более 90% всех примеров её употребления, в то время как в Тарквинии они вообще не встречаются.
В южнопиценском алфавите имела упрощённую форму — двоеточие :, из-за чего некоторыми исследователями ошибочно принималась за знак пунктуации; о том, что это буква, впервые догадался Адриано ла Регина.

## Лженаучные трактовки

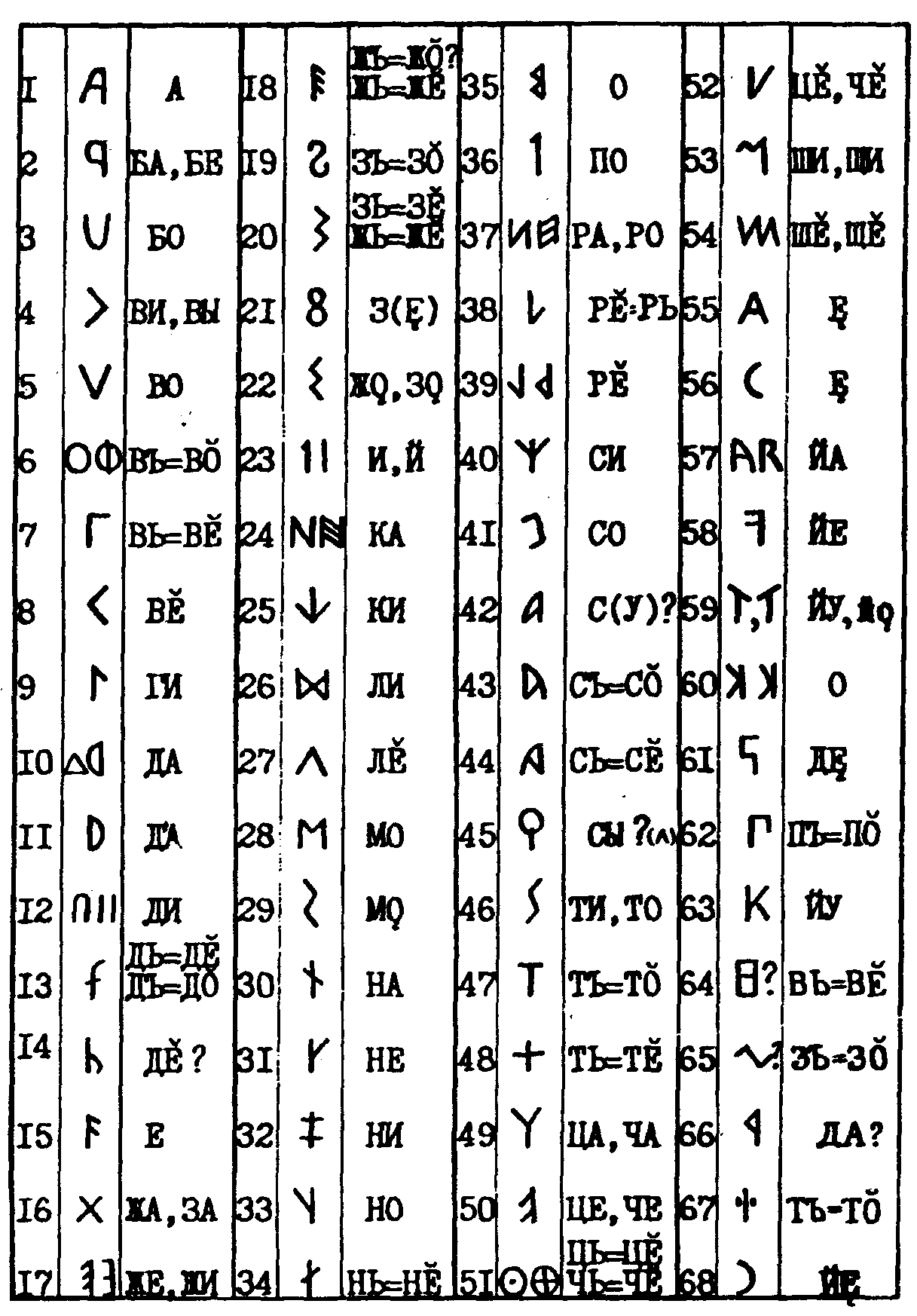
«Расшифровка» этрусского письма по Гриневичу
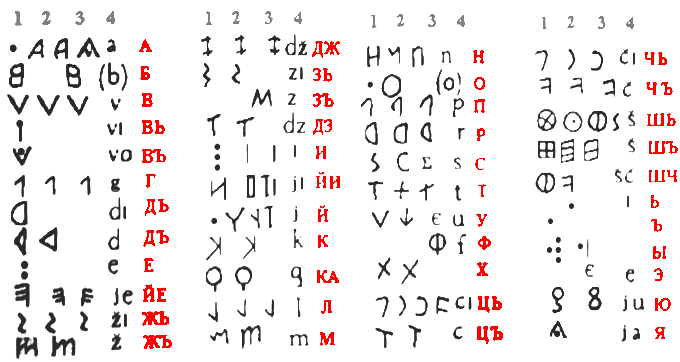
Версия Чудинова

Г. С. Гриневич, утверждавший, что этрусское письмо являлось слоговой письменностью праславян, приписывал букве 𐌚 значение «з(е̨)» и объяснял её форму как совмещение Ѕ и Ꙅ. В. А. Чудинов, последователь Гриневича, расшифровывал 𐌚 как «ю».

## Фалискская буква
В фалискском алфавите для обозначения [f] использовалась буква в виде стрелки, направленной вверх (𐌮). Она, предположительно, является модификацией 𐌅, возникшей в результате упрощения диграфа 𐌅𐌇 (как и в латинском алфавите), которой была придана отличная форма для избежания путаницы с собственно 𐌅 [w], использовавшейся жившими по соседству этрусками. По другой версии, предложенной Просдочими, эта буква происходит от фи (𐌘). 
Похожий знак также используется в архаической умбрской надписи из Тольфы. Предположительно, эта же буква в своей наиболее ранней форме () замыкает абецедарий из Леприньяно, который также не относится к фалискским.

## Лидийская буква
В лидийском алфавите (VI—IV вв.) присутствовал знак с похожим начертанием и идентичным звуковым значением, 𐤱 [f], но его связь с древнеиталийским символом неясна.

## Кодировка
Древнеиталийская эф была включена в стандарт Юникод в версии 3.1 в блок «Древнеиталийское письмо» (англ. Old Italic) под шестнадцатеричным кодом U+1031A. Под данной кодовой позицией унифицированы буквы эф всех древнеиталийских алфавитов, где она использовалась, включая этрусский, оскский и умбрский, а также буква фалискского алфавита, несмотря на её иное начертание и происхождение.
Лидийская «ф» была включена в Юникод в версии 5.1 в блок «Лидийское письмо» (англ. Lydian) под шестнадцатеричным кодом U+10931.